# Solanum dissimile
Solanum dissimile är en potatisväxtart som beskrevs av Conrad Vernon Morton. Solanum dissimile ingår i släktet skattor som ingår i familjen potatisväxter. Inga underarter finns listade i Catalogue of Life.